# Кондратович Іриней Михайлович
Іриней Михайлович Кондратович, уроджений Контратович (18 березня 1881, Унгвар, Угорське королівство — 19 травня 1957, Ужгород, Україна) — український грекокатолицький (за радянської влади православний) священник, історик, письменник, журналіст, культурний і церковний діяч Закарпатської України.

## Біографія
Закінчив гімназію (1899) и грекокатолицьку богословську семінарію (1903) в Ужгороді. 1904 р. єпископ Юлій Фірцак рукоположив його у священство. Короткий час працював у видавництві «УНІО», поки не одержав власну парафію.

### Служба парафіяльним священником
- Колониця (1905—1922)
- Хоньковце (сл. Hunkovce) (1922—1938)
- Йовра, дн. Сторожниця (1938—1949)

### Інша церковна служба
- Капелан австро-угорської армії під час Першої світової війни.
- Член єпархіальної консисторії (1928).
- Архідиякон (1942).
- Адміністратор Мукачівської єпархії (1949).
- Настоятель Ужгородського Хресто-Воздвиженського собору (1949—1952).
- Служба в Доманинцях і Йоврі, тепер Сторожниця (1952—1957)
- Призначений протоієреєм, але до служби не приступив (1957)

### Громадсько-культурна робота
- Член Товариства О. Духновича.
- Піддиректор «Підкарпатського товариства наук» (1941–44).
- Радник Міністра освіти (1942).

### Політичні погляди
Біографи нерідко закидають йому переміну політичних поглядів залежно від того, хто був чинною владою. Після створення першої Чехословацької республіки він підтримав нову владу, а також політику українізації в Карпатах, почав писати за правописом Івана Панькевича, який пропагандувало Шкільне управління. Після угорської окупації Підкарпатської України так само привітав мадярську владу, став радником міністра освіти. 
Після встановлення на Карпатах радянської влади брав участь у ліквідації Грекокатолицької Церкви і заявив про «повернення» до московського православ'я.
В той же час, позитивну оцінку Кондратовичу дав ужгородський історик Данилець Юрій Васильович.

## Публікації

### Історичні роботи
Поряд із священством займався дослідженнями у сфері закарпатської історії и популярізації її найголовніших подій.
- Исторія Подкарпатскоѣ Руси для народа. Ужгород, 1924. (Перевидання: 1925; 1930; 1991).
- Памятка съ Клокочовского отпуста. Съ исторіею чудотворного образа и съ пѣснями. Ужгородъ, 1927.
- Къ исторіи стародавняго Ужгорода и Подкарпатской Руси до XIV вѣка. Ужгород, 1928.
- Очерки изъ исторіи Мукачевской епархіи. Ужгородъ, 1931.
- Граф Стефан Сейчений, его житя и культурна дѣяльность. Ужгород, 1941.

Певні з його робіт вийшли за кордоном:
- The Olsavsky Bishops and Their Activity. // Slovak Studies, vol. 3, Rome, 1963;
- Из древней жизни подкарпаторусскаго народа. // Kalendar Sojedinenija na hod 1936. Homestead, Pennsylvania, 1936.

У 1920–40 рр. в підкарпатських періодичних вмданнях выступав з історичними статтями і розвідками на актуальні і дискусійні теми.
- «Карпаторусскій вѣстникъ»
  - «Рукописный Мѣсяцесловъ изъ 1805 года», 1922, ч. 26;
  - «Стародавна краинска граница и ей остаткы въ Ужанской жупѣ», 1923, ч. 7;
  - «Историческое скоморошество. Дачто о поселеніяхъ русиновъ», ч. 18–19;
  - «Синьо-жолтый прапоръ и червеный медвѣдь», 1924, ч. 2.
- «Подкарпатська Русь»
  - «Додатки к исторіѣ шкôльництва Пôдкарпатскоѣ Руси», 1924, ч. 2;
  - «Стремлѣня за руську печатню на Пôдкарпатскôй Руси и памятники старопечатных церковных книг», ч. 4;
  - «Борьба за руський язык в Ужгородскôй гимназіи», 1927, ч. 6.
- «Недѣля»
  - «Из нашой исторіѣ. Кто мы?», 1935, 6 октобра;
  - «Стародавна вѣра наших предков», 1935, 27 октобра.
- «Русскій народный голосъ»
  - «Алексѣй Леонидовичъ Петровъ и новые пути карпаторусской исторіографіи» 1936, ч. 14.
- «Зоря–Hajnal»
  - «Новѣ пути Подкарпатской исторіографіѣ», 1941, ч. 1–2.

### Підручники
Написав чотири богословських підручники словацькою мовою. 

### Вибрані оповідання
- Уйко Василь [Архівовано 25 грудня 2019 у Wayback Machine.]
- Одколи ѣдять Василиане мясо
- За вѣру и отечество
- Подземный цынтарь катедралной церкви [Архівовано 25 грудня 2019 у Wayback Machine.]
- Козаки и мы [Архівовано 25 грудня 2019 у Wayback Machine.]
- Военный святый вечер в Карпатах [Архівовано 25 грудня 2019 у Wayback Machine.]
- Кровавый Великдень в Карпатах [Архівовано 25 грудня 2019 у Wayback Machine.]